# NGC 4611
NGC 4611 في الفهرس العام الجديد، هي مجرة، تقع في كوكبة الهلبة. اكتشفت في 17 مايو 1881 بواسطة إدوارد ستيفان.

## روابط خارجية
- NGC 4611 على موقع ويكي سكاي: DSS2, SDSS, GALEX, IRAS, Hydrogen α, X-Ray, Astrophoto, Sky Map, Articles and images